# Helium Monument időkapszulák
A Helium Monument időkapszulák a texasi Amarillóban, a Don Harrington Discovery Centerben, egy 18 méter magas rozsdamentes acélépítmény belsejében találhatók. A konstrukcióba 1968-ban négy időkapszulát helyeztek el, a hélium Nap légkörében való felfedezésének 100. évfordulójára.

## Az időkapszulákról
Az üreges acél építmény héliumgázzal van feltöltve, a négy végébe egy-egy időkapszulát helyeztek el, melyek a tervek szerint 25, 50, 100 és 1000 évig zárva maradnak. 1993-ban kinyitották az első időkapszulát, melynek tartalma az amarillói Discovery Centerben tekinthető meg. A további időkapszulák kinyitásának tervezett időpontjai 2018, 2068 és 2968.
Az időkapszulákban könyvek, érmék, filmek és egy projektor, családfák és egyéb hétköznapi tárgyak találhatók.

## Áthelyezése
1982-ben a műemléket egy helikopter segítségével áthelyezték jelenlegi helyére.

## Története
Az emlékművet 1967-ben a Peter Muller Munk Associates tervezte (Pittsburgh-ben, Pennsylvania államban), és 1968-ban építették meg a U.S. Steel közreműködésével a hélium felfedezésének 100. évfordulója emlékére. Ez egy hatemeletmagas rozsdamentes acélszerkezet, amely négy időkapszulát tartalmaz, közülük három az emlékmű héliummal töltött lábaiban, egy pedig középen áll. A kapszulákat az 1968-as felállítástól számított 25, 50, 100 és 1000 év múlva tervezték felnyitni. 1982-ben a Hélium-emlékművet helikopterrel szállították a Nelson beli I-40-ből a jelenlegi helyére, a Don Harrington Discovery Centerbe.
1993-ban, az emlékmű 25. születésnapja alkalmából rendezett kétnapos ünnepségen, az ütemezésnek megfelelően nyitották ki az első időkapszulát. Tartalma a Discovery Center gyűjteményébe került, de általában nyilvánosan nem látogatható.
2018. szeptember 29-én a második időkapszulát is kinyitották az Amarillo Helium Plant 50 és a hélium felfedezésének százötvenéves évfordulóját ünneplő különleges eseményen. A kapszulában őrzött tárgyakat, úgymint postabélyegeket, dokumentumokat, játékautókat és egyéb tárgyakat hivatalosan kiállították a Discovery Centerben. Ezen az eseményen a Discovery Center bejelentette, hogy elfogadja a javaslatokat új tárgyak elhelyezésére a jelenleg üres kapszulába, amelyet 75 év múlva, 2093-ban még egyszer kinyitnak. A Discovery Centernek adományozott több mint háromszáz tárgyat ezt követően 2018 novemberében lezárták
A 100 és 1000 éves kapszulákat a tervek szerint még 2068-ban, illetve 2968-ban nyitják ki.
Az emlékműben tárolt tárgyak között található az 1000 éves időkapszulában őrzött, az 1968-ban bankszámlára befizetett 10 dolláros letét bizonylata.
Az emlékmű egyben naptárcsaként is szolgál, rovásai a Nap felé fordulva jelzik az időt.